# Yogeshwar Dutt

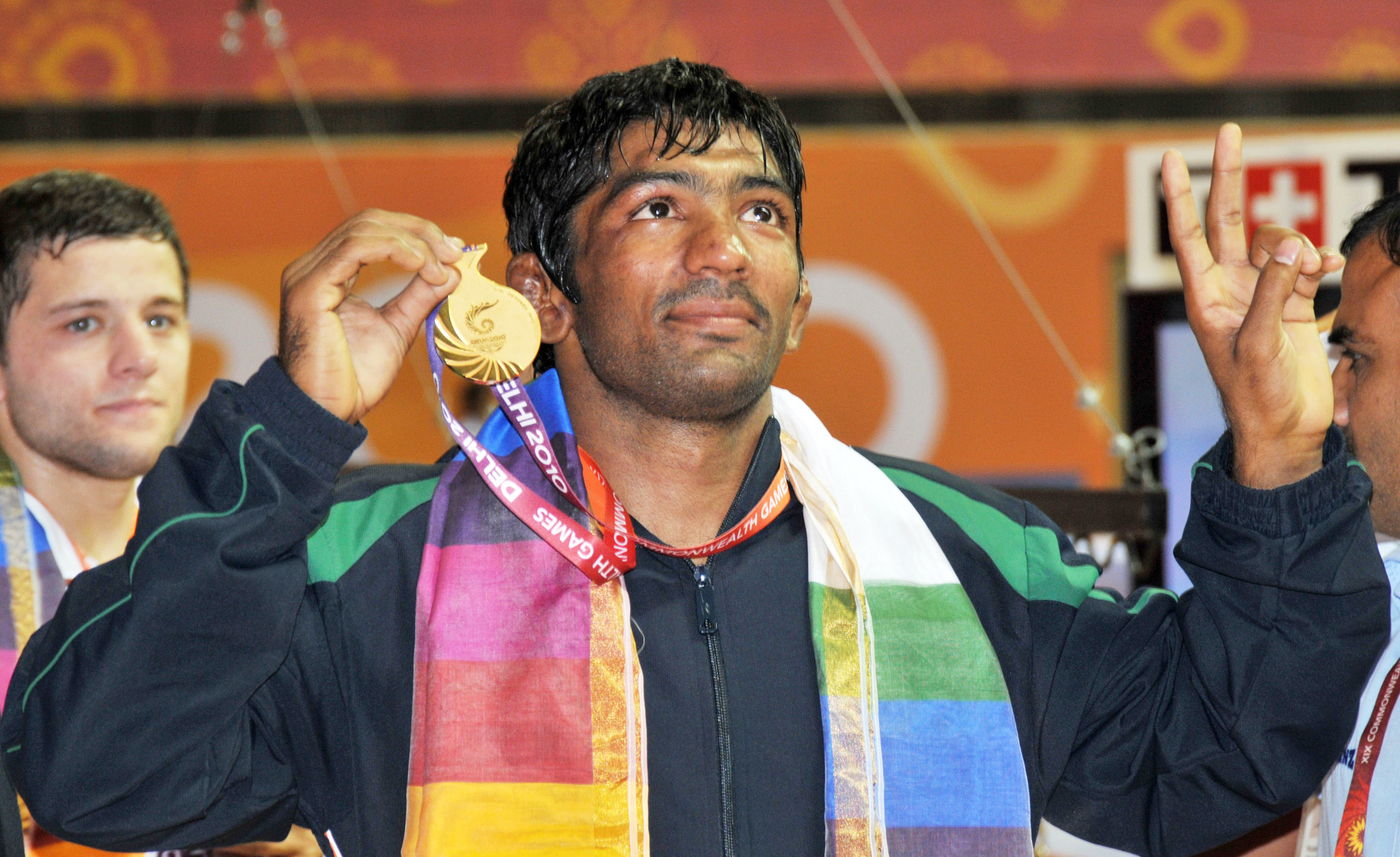
Yogeshwar Dutt, 2010

Yogeshwar Dutt (Hindi योगेश्वर दत्त; * 22. November 1982 in Bhainswal Kalan, District Sonipat, Haryana) ist ein indischer Ringer. Er gewann bei den Olympischen Spielen 2012 in London eine Bronzemedaille im Federgewicht.

## Werdegang
Yogeshwar Dutt begann im Alter von acht Jahren in seinem Heimatort mit dem Ringen. Sein erster Trainer war dabei Ramphal. Er gehört inzwischen dem Chhattral Stadium Delhi Sportclub an und wird von Satbir Singh bzw. Yasbir Singh trainiert. Er ist Polizeiangestellter. Der 1,67 Meter große Athlet startete zunächst im Bantamgewicht (bis 55 kg) und wechselte 2005 in das Federgewicht, der Gewichtsklasse bis 60 kg Körpergewicht. Bis auf seltene Ausnahmen startete er immer im freien Stil.
Seine internationale Laufbahn begann er als Junior im Jahre 1999. Dabei wurde er in Lodz gleich Junioren-Weltmeister der Altersgruppe Cadets (bis zum 16. Lebensjahr) in der Gewichtsklasse bis 42 kg. Bei den Juniorenweltmeisterschaften der Altersgruppe Juniors (bis zum 18. Lebensjahr) 2001 in Taschkent war er in der Gewichtsklasse weit weniger erfolgreich, denn er verlor dort beide Kämpfe, die er bestritt und landete so nur auf dem 19. Platz. 2002 wurde er aber in Mashad/Iran asiatischer Juniorenmeister in der Gewichtsklasse bis 54 kg.
Im Jahre 2004 gelang es ihm, sich beim Olympia-Qualifikations-Turnier in Sofia im Bantamgewicht durch einen Turniersieg vor so renommierten Ringern wie Kim Hyo-sub, Südkorea, Aljaksandr Kantojeu, Russland und Radoslaw Welikow, Bulgarien, für die Olympischen Spiele in Athen zu qualifizieren. In Athen verlor Yogeshwar Dutt gegen Chikara Tanabe, Japan und Namig Abdullajew aus Aserbaidschan und kam deshalb nur auf den 18. Platz.
2005 belegte er bei den Asienmeisterschaften in Wuhan im Federgewicht den 5. Platz. Bei den Commonwealth-Meisterschaften dieses Jahres in Stellenbosch siegte er im freien Stil vor seinem Landsmann Ravinder Singh und belegte im griechisch-römischen Stil hinter dem gleichen Ringer den 2. Platz. 2006 erkämpfte er sich bei den Weltmeisterschaften in Guangzhou im Federgewicht einen hervorragenden 5. Platz. Er besiegte dabei Anatoli Guidea, Bulgarien und Ko Young-Chol, Nordkorea, unterlag dann gegen Mike Zadick, USA, siegte über Aljaksandr Karnizki, Weißrussland und unterlag im Kampf um eine Bronzemedaille gegen Mawlet Batirow aus Russland. Im Dezember 2006 gewann er dann bei den Asien-Spielen in Doha hinter Seyed Mourad Mohammadi Pahnekalaei, Iran und Song Jae-myung, Südkorea die Bronzemedaille.
2007 musste sich Yogeshwar Dutt bei den Asienmeisterschaften in Bischkek im Federgewicht mit einem 8. Platz begnügen. Anschließend siegte er bei den, allerdings schwach besetzten, Commonwealth-Meisterschaften in London im freien Stil vor seinem Landsmann Hardeep Sing und belegte im griechisch-römischen Sil hinter Ravinder Singh den 2. Platz. Bei den Weltmeisterschaften 2007 in Baku besiegte er Hussain Gowdooei, Katar, verlor aber dann gegen Tevfik Odabaşı, Türkei, schied aus und kam nur auf den 16. Platz. 2008 wurde er in Jeju/Südkorea erstmals Asienmeister. Im Federgewicht siegte er dort vor Noriyuki Takatsuka, Japan, Yais Tlegenow, Usbekistan und Seyed Mourad Mohammadi Pahnekalaei. Er war damit auch bei den Olympischen Spielen 2008 in Peking startberechtigt. Dort kam er zu einem Sieg über Baurschan Orasgalijew, Kasachstan, verlor aber sinen nächsten Kampf gegen Kenichi Yumoto aus Japan. Da dieser den Endkampf nicht erreichte, schied er aus und kam auf den 9. Platz.
2009 war Yogeshwar Dutt bei keinen internationalen Meisterschaften am Start und 2010 kam er bei den Weltmeisterschaften in Moskau, nachdem er dort gleich seinen ersten Kampf gegen Sahit Prizreni aus Albanien verlor nur auf den 22. Platz. Er siegte dann aber 2010 bei den Commonwealth-Spielen in Delhi vor James Mancini aus Kanada und Alexander Madjarchik aus England. Bei den Weltmeisterschaften 2011 in Istanbul musste er sich in seinem ersten Kampf dem Iraner Masoud Esmailpourjouybari geschlagen geben, womit er ausschied und nur auf den 35. Platz kam.
Sehr erfolgreich war Yogeshwar Dutt im Olympiajahr 2012. Er wurde im Februar dieses Jahres in Gumi/Südkorea Asienmeister vor Masoud Esmailpoujouybari, Bandsragtschiin Bajanmönch, Mongolei und Tomotsuga Ishida, Japan. Im März 2012 qualifizierte er sich in Astana durch einen 2. Platz im Qualifikations-Turnier für die Teilnahme an seinen dritten Olympischen Spielen in London. In London erreichte er dann den bisher größten Erfolg in seiner Laufbahn, denn er gewann dort mit einem Sieg über Anatoli Guidea, einer Niederlage gegen Bessik Kuduchow, Russland und Siegen über Franklin Gómez Matos, Puerto Rico, Masoud Esmailpourjouybari und Ri Jong-Myong, Nordkorea eine Bronzemedaille.

## Internationale Erfolge
| Jahr | Platz  | Wettbewerb                                        | Stil | Gewichtsklasse | Ergebnisse |
| 1999 | 1.     | Junioren-WM (Cadets) in Lodz                      | F    | bis 42 kg      | vor Yasser Khalpoir, Iran und Ewgeni Kolbin, Russland |
| 2001 | 19.    | Junioren-WM (Juniors) in Taschkent                | F    | bis 50 kg      | nach Niederlagen gegen Narjan Schanijasow, Kasachstan und Bachram Ermatow, Usbekistan |
| 2002 | 1.     | Asiatische Juniorenmeisterschaften in Mashad/Iran | F    | bis 54 kg      | vor E. Alipour, Iran und Talgat Schaischenow, Kasachstan |
| 2004 | 8.     | Olympia-Qualif.-Turnier in Bratislava             | F    | Bantam         | Sieger: Rene Montero Rosales, Kuba vor Herman Kantojeu, Weißrussland |
| 2004 | 1.     | Olympia-Qualif.-Turnier in Sofia                  | F    | Bantam         | vor Kim Hyo-sub, Südkorea, Aljaksandr Kantojeu, Russland und Radoslaw Welikow, Bulgarien |
| 2004 | 7.     | Asienmeisterschaften in Teheran                   | F    | Bantam         | Sieger: Adhamjon Achilov, Usbekistan vor Bajaraagiin Naranbaatar, Mongolei |
| 2004 | 18.    | OS in Athen                                       | F    | Bantam         | nach Niederlagen gegen Chikara Tanabe, Japan und Namig Abdullajew, Aserbaidschan |
| 2005 | 3.     | „Dave-Schultz“-Memorial in Colorado Springs       | F    | Feder          | hinter Sahit Prizreni, Albanien und Michael Lightner, USA |
| 2005 | 5.     | Asienmeisterschaften in Wuhan                     | F    | Feder          | hinter S.M.P. Kalki, Iran, Ri Jong-Chol, Nordkorea, Takafumi Kojima, Japan und Damir Sachrtinow, Usbekistan |
| 2005 | 2.     | Commonwealth-Meisterschaften in Stellenbosch      | GR   | Feder          | hinter Ravinder Singh, Indien und vor Christo Brummer, Südafrika |
| 2005 | 1.     | Commonwealth-Meisterschaften in Stellenbosch      | F    | Feder          | vor Ravinder Singh und Christo Brummer |
| 2006 | 5.     | WM in Guangzhou                                   | F    | Feder          | nach Siegen über Anatoli Guidea, Bulgarien und Ko Young-Chol, Nordkorea, einer Niederlage gegen Mike Zadick, USA, einem Sieg über Aljaksandr Karnizki, Weißrussland und einer Niederlage gegen Mawlet Batirow, Russland |
| 2006 | 3.     | Asien-Spiele in Doha                              | F    | Feder          | hinter Seyed Mourad Mohammadi Pahnekalaei, Iran und Song Jae-myung, Südkorea |
| 2007 | 8.     | Asienmeisterschaften in Bischkek                  | F    | Feder          | Sieger: Basar Basargurujew, Usbekistan vor Shinya Odata, Japan |
| 2007 | 1.     | Commonwealth-Meisterschaften in London            | F    | Feder          | vor Hardeep Singh, Indien und Krasimir Vasiko, England |
| 2007 | 2.     | Commonwealth-Meisterschaften in London            | GR   | Feder          | hinter Ravinder Singh, vor Promise Mwenga, Kanada |
| 2007 | 16.    | WM in Baku                                        | F    | Feder          | nach einem Sieg über Hussain Gowdooei, Katar und einer Niederlage gegen Tevfik Odobasi, Türkei |
| 2008 | 1.     | Asienmeisterschaften in Jeju/Südkorea             | F    | Feder          | vor Noriyuki Takatsuka, Japan, Yais Tlegenow, Usbekistan und Seyed Mourad Mohammandi Pahnekalaei |
| 2008 | 9.     | OS in Peking                                      | F    | Feder          | nach einem Sieg über Baurschan Orasgalijew, Kasachstan und einer Niederlage gegen Kenichi Yumoto, Japan |
| 2009 | 3.     | „Dave-Schultz“-Memorial in Colorado Springs       | F    | Feder          | hinter Wladimir Wilnow, Russland und Yashar Jamali Esmaili Kandi, Deutschland |
| 2010 | 3.     | Golden-Grand-Prix in Tiflis                       | F    | Feder          | hinter Malchaz Kudijani, Georgien und Seyed Mourad Mohammadi Pahnekalaei |
| 2010 | 22.    | WM in Moskau                                      | F    | Feder          | nach einer Niederlage gegen Sahit Prizreni |
| 2010 | 1.     | Commonwealth-Games in Delhi                       | F    | Feder          | vor James Mancini, Kanada und Alexander Madjarchik, England |
| 2011 | 35.    | WM in Istanbul                                    | F    | Feder          | nach einer Niederlage gegen Moustafa Aghajaniozonbalagh, Iran |
| 2012 | 1.     | Asienmeisterschaften in Gumi/Südkorea             | F    | Feder          | vor Masoud Esmailpourjouybari, Bandsragtschiin Bajanmönch, Mongolei und Tomotsuga Ishida, Japan |
| 2012 | 2.     | Olympia-Qualif.-Turnier in Astana                 | F    | Feder          | hinter Masoud Esmailpourjouybari, vor Ulan Nadirbek Uulu, Kirgisistan und Farchedi Usmoonzoda, Tadschikistan |
| 2012 | Bronze | OS in London                                      | F    | Feder          | nach einem Sieg über Anatoli Guidea, einer Niederlage gegen Bessik Kuduchow, Russland und Siegen über Franklin Gomez Matos, Puerto Rico, Masoud Esmailpourjouybar und Ri Jong-Myong, Nordkorea                          |

## Erläuterungen
- F = freier Stil, GR = griechisch-römischer Stil
- OS = Olympische Spiele, WM = Weltmeisterschaften
- Bantamgewicht, Gewichtsklasse bis 55 kg, Federgewicht, bis 60 kg Körpergewicht